# Трећа војвођанска ударна бригада
Трећа војвођанска народноослободилачка ударна бригада формирана је 2. јуна 1943. године на Фрушкој гори. Одлуку о формирању бригаде донео је Оперативни штаб НОВ и ПО Војводине.
Бригада је формирана од дотадашње Треће групе војвођанских ударних батаљона, која је била формирана у мају исте године. 
Од јула 1943. године налазила се у саставу Шеснаесте, а од марта 1944. у саставу Тридесетшесте војвођанске дивизије. 
За своје заслуге током Народноослободилачког рата одликована је Орденом народног ослобођења и Орденом партизанске звезде.

## Командни састав бригаде
- Команданти бригаде:
  - Петар Матић Дуле — од формирања бригаде до новембра 1943.
  - Душан Вукасовић Диоген — од новембра 1943. до марта 1944.
  - Ђорђе Бикицки Ројник —— од марта 1944.

- Политички комесари:
  - Бора Иванишевић — од формирања бригаде до септембра 1943.
  - Урош Остојић Ђетић — од септембра 1943.
  - Сулејман Омеровић Цар —

- Начелници Штаба:
  - Милован Ковачевић — од формирања бригаде

- Заменици команданта:
  - Новак Атанацковић Дугачки — од формирања бригаде
  - Жика Стојшић —

- Заменици политичког комесара:
  - Урош Остојић Ђетић — од формирања бригаде до септембра 1943.
  - Блажо Радуновић — од септембра 1943.
  - Буде Поповић

## Народни хероји Треће војвођанске бригаде
Петоро бораца бригаде је одликовано Орденом народног хероја:
- Душан Вукасовић, командант бригаде
- Милан Корица Ковач, командант Трећег батаљона
- Петар Матић Дуле, командант бригаде
- Вера Мишчевић, референт санитета Трећег батаљона
- Сулејман Омеровић, политички комесар бригаде